# Магуайр, Эмили (хоккеистка на траве)
Эмили Магуайр (англ. Emily Maguire, родилась 17 декабря 1987 года в Глазго) — британская хоккеистка на траве, защитница клуба «Холдонг»; бронзовый призёр летних Олимпийских игр 2012 в составе сборной Великобритании. На международных турнирах представляет Шотландию.

## Спортивная карьера
Воспитанница школы клуба «Келбёрн» из Пэйсли, в 2009—2015 годах выступала за «Рединг». Представляет клуб «Холкомб» в чемпионате Англии.
Провела более 150 игр на уровне сборных Великобритании и Шотландии. В составе сборной Великобритании — бронзовый призёр Олимпийских игр 2012 года. Представляла команду Шотландии на Играх Содружества 2010 и 2014 годов. Выступала в Мировой лиге 2014/15 за сборную Великобритании и помогла ей отобраться на Олимпиаду в Рио-де-Жанейро.

## Личная жизнь
Выпускница университета Глазго 2009 года по специальности «математическая статистика».